# Jean-Roch
Jean-Roch Pedri, dit Jean-Roch, né le 3 octobre 1966 à Toulon,[réf. nécessaire], est un homme d'affaires et musicien français.

## Biographie

### Homme d'affaires et DJ
Né à Toulon et fils d’immigrés italiens, Jean-Roch Pedri grandit dans le quartier populaire de la Coupiane à La Valette-du-Var et se destine initialement à une carrière sportive de footballeur. Il a un frère, Dominique Pedri. Alors que sa mère tient un salon de coiffure, son père meurt quand il a 16 ans,.
Il reprend alors les deux affaires laissées par son père : un café sur le port de Toulon et un cabaret-spectacle dans le quartier de Saint-Jean du Var, La Pitchounette, qu'il transforme en discothèque nommée La Scala (en hommage à l'opéra de Milan), ouverte le 5 mars 1985. Il assure également le poste de DJ. Homme d'affaires, il ouvre au fil des ans plusieurs établissements (discothèques, bars, restaurants) en France essentiellement, à Saint-Tropez et Paris (« L'Hystéria », le « VIP Room », le « Goia », etc.). Ceux-ci, qui gagnent progressivement en renommée, accueillent de nombreuses personnalités françaises et étrangères,,.
En mai 2011, il est condamné à deux mois de prison avec sursis et 3 000 euros d'amende pour violences volontaires en réunion – une rixe survenue avec un client en 2010 dans l'un de ses clubs et au cours de laquelle un gendarme est blessé et un journaliste agressé. La peine est confirmée l'année suivante en appel,,,,.
Fin mai 2020, Jean-Roch annonce la fermeture définitive du VIP Room Paris, 188 bis rue de Rivoli, pour des raisons économiques et administratives. Dans la foulée, l'entrepreneur entreprend des démarches auprès des acteurs du milieu de la nuit et du gouvernement en lançant un appel pour « la réouverture rapide des clubs » en plein contexte de pandémie de Covid-19 en France,.

### Chanteur
En 2004, alors qu’il joue à Bordeaux son hit Can You Feel It, le chanteur Big Ali étant absent, il doit le remplacer au pied levé ; il s'oriente alors vers le chant.
Il prend des cours de chant et commence à écrire. Puis, selon sa biographie officielle, vient la rencontre avec le chanteur/compositeur John Mamann et son équipe qui l'oriente. Naît une complicité artistique : les deux hommes composent et écrivent ensemble.
En 2012, Jean-Roch sort le single Name of Love en collaboration avec la chanteuse Nayer et le rappeur Pitbull. Il compose également un titre avec Snoop Dogg (dans lequel ils effectuent une partie de pétanque) intitulé Saint Tropez.

### Vie privée
Jean-Roch est père de deux filles, Gioia (née en 1997) et Toscana (née en 2005), issues de précédentes relations. Depuis 2010, il partage sa vie avec le mannequin toulousain Anaïs Monory. En juin 2013, ils annoncent attendre des jumeaux. Le 2 octobre 2013, Anaïs donne naissance à deux petits garçons prénommés Santo et Cielo. Le 7 septembre 2015, Jean-Roch s'est marié avec Anaïs à Capri, en Italie, après cinq ans de vie commune. En mai 2017, ils annoncent attendre leur troisième enfant par le biais d'un cliché posté sur les réseaux sociaux ; il s'agira du cinquième pour Jean-Roch. Le 17 octobre 2017, Anaïs donne naissance à un garçon prénommé Rocky. En mars 2022, ils annoncent attendre leur quatrième enfant. Le 15 juillet 2022, Anaïs donne naissance à une fille prénommée Capri.

## Discographie

### Albums
| Année | Album               | Meilleure position | Certification | Notes |
| Année | Album               | France             | Certification | Notes |
| ----- | ------------------- | ------------------ | ------------- | ----- |
| 2012  | Music Saved My Life | 8                  | Or en France  |       |

### Singles
| Année | Single                                   | Meilleure position | Meilleure position | Meilleure position | Meilleure position | Certification | Album               |
| Année | Single                                   | France             | Belgique (Wal)     | Suisse             | Suède              | Certification | Album               |
| ----- | ---------------------------------------- | ------------------ | ------------------ | ------------------ | ------------------ | ------------- | ------------------- |
| 2004  | Can You Feel It (feat Big Ali)           | 5                  | 12                 | 45                 | 36                 |               |                     |
| 2006  | God Bless Rock'n'Roll                    | —                  | —                  | —                  | —                  |               |                     |
| 2010  | My Love is Over                          | 7                  | —                  | —                  | —                  |               | Music Saved My Life |
| 2011  | I'm Alright (feat Flo Rida & Kat DeLuna) | 33                 | —                  | —                  | —                  |               | Music Saved My Life |
| 2012  | Name of Love (feat Pitbull & Nayer)      | 49                 | —                  | —                  | —                  |               | Music Saved My Life |
| 2012  | Saint-Tropez (feat Snoop Dogg)           | —                  | —                  | —                  | —                  |               | Music Saved My Life |
| 2012  | 8 Days a Week (feat Timati)              | —                  | —                  | —                  | —                  |               | Music Saved My Life |